# Peltonotus
Peltonotus (лат.) — род пластинчатоусых жуков из подсемейства Dynastinae. Юго-Восточная Азия). Около 25 видов.

## Описание
Среднего размера жуки (от 1 до 2 см). От близких родов отличается следующими признаками: клипеус выступающий вперёд (спереди от округлого до прямого), тело выпуклое, коричнево-чёрное, фронтклипеальная бороздка медиально неполная, средние тазики почти соприкасаются. Самцы отличаются увеличенными передними ногами и крупными коготками. Ассоциированы с цветами Araceae. Единственный род представляющий трибу Cyclocephalini в Азии.

### Виды
25 видов
- Peltonotus adelphosimilis Jameson & Wada, 2004[7]
- Peltonotus animus Jameson & Wada, 2009[8]
- Peltonotus brunnipennis Benderitter, 1934
- Peltonotus cybele Jameson & Wada, 2009[8]
- Peltonotus deltomentum Jameson & Wada, 2004[7]
- Peltonotus favonius Jameson & Wada, 2009[8]
- Peltonotus fujiokai Jameson & Wada, 2004[7]
- Peltonotus gracilipodus Jameson & Wada, 2004[7]
- Peltonotus karubei Muramoto, 2000
- Peltonotus kyojinus Jameson & Wada, 2004[7]
- Peltonotus malayensis Arrow, 1910
- Peltonotus morio Burmeister, 1847 typus
- Peltonotus mushiyanus Jameson & Wada, 2009[8]
- Peltonotus nasutus Arrow, 1910
- Peltonotus nethis Jameson & Wada, 2004[7]
- Peltonotus podocrassus Jameson & Wada, 2004[7]
- Peltonotus pruinosus Arrow, 1910
- Peltonotus rubripennis Miyake & Yamaya, 1994
- Peltonotus silvanus Jameson & Wada, 2004[7]
- Peltonotus similis Arrow, 1931
- Peltonotus sisyrus Jameson & Wada, 2004[7]
- Peltonotus suehirogarus Jameson & Wada, 2004[7]
- Peltonotus talangensis Jameson & Jakl, 2010[5]
- Peltonotus tigerus Jameson & Wada, 2009[8]
- Peltonotus vittatus Arrow, 1910